# 平本一樹
平本一樹（1981年8月18日—），前日本職業足球員，日本20歲以下足球代表隊成員。

## 俱乐部生涯
1999年，平本一樹在東京綠茵开始足球生涯。2007年转会至橫濱FC，2012年转会至町田澤維亞，2013年转会至甲府風林。2017年，引退。

## 日本國家足球隊
平本一樹参加了2001年世界青年錦標賽。

## 外部連結
- （日語）J.League Data Site （页面存档备份，存于）